# Draaiorgelmuseum (Haarlem)
Het Draaiorgelmuseum is een museum  in de Noord-Hollandse stad Haarlem gespecialiseerd in draaiorgels. Het werd in 1969 geopend door de stichting Het Kunkels Orgel. De eerste locatie was in een voormalige fabriekshal aan de Werfstraat. In 2004 werden de draaiorgels verplaatst naar de huidige locatie aan de Küppersweg op het bedrijventerrein Waarderpolder.

## Geschiedenis
De geschiedenis van het draaiorgelmuseum gaat terug tot 1958. Toen kwam het grote dansorgel Marenghi/Carl Frei van de Roermondse bouwer Kunkels in beheer van de latere oprichters van de stichting Het Kunkels Orgel. Die stichting werd in 1962 opgericht met als doel het orgel voor de toekomst te bewaren. Gedurende ruim tien jaar werd het dansorgel gerestaureerd tot het in 1969 het centrale stuk is geworden in het Draaiorgelmuseum. De opening vond dat jaar plaats in een voormalige fabriekshal aan de Werfstraat. In de loop van de jaren werd de collectie uitgebreid met eigen en geleende draaiorgels. Hiertussen bevinden zich ook veel unieke, historische orgels.
Aan het eind van de jaren 1990 kwam het voortbestaan van het museum in gevaar. In de strijd om het voortbestaan werd een protestmars door Haarlem gehouden met vaste museumbezoekers en veertig draaiorgels. Uiteindelijk werd het museum vanaf 9 mei 2004 aan de Küppersweg 3 voortgezet.

## Collectie en activiteiten
Het museum toont een collectie van verschillende draaiorgels, waaronder dans-, café-, straat- en kermisorgels. Het Kunkels Orgel is een concertorgel en het grootste in zijn soort in Europa. Daarnaast staan er orgels die voor het theater werden gebruikt, zoals voor de muzikale begeleiding van stomme films. Van dit type staat onder meer de Lady Compton in het museum. Theaterorgels hebben een geheel ander geluid dan andere draaiorgels. Het oudste orgel in het museum dateert uit het jaar 1900.
In het museum worden geregeld optredens gegeven, soms met hulp van 'gastorgels'. Een voorbeeld is De Lange Gavioli die in 2016 na een lange restauratie opnieuw in het museum te zien en te horen was. Andere voorbeelden van draaiorgels die korte tijd werden uitgeleend aan het museum, waren dat jaar het Draaiorgel de Pod en een zusterorgel van de Schuyt; de laatste werd vlak na het Kunkels Orgel door Carl Frei gebouwd.
Daarnaast worden er regelmatig draaiorgelevenementen gehouden. Voor de opvoeringen tijdens concerten komen soms bekende organisten naar het museum.

## Galerij
|                     |  |                  |
| Video met interview |  | Video met muziek |

| Blik in het museum |
| Blik in het museum |

| Blik in het museum |
| Blik in het museum |